# ریبییا د باراخاس
ریبییا د باراخاس دهستانی در استان آبیلای اسپانیا است.
در این دهستان ۹۴ نفر زندگی می‌کنند. مساحت این دهستان ۲۴٫۲۹ کیلومتر مربع است.